# Ellen Sprunger
Ellen Sprunger (va néixer el 5 d'agost de 1986 a Nyon, Vaud) és una atleta suïssa.
Va competir en els Jocs Olímpics de Londres 2012 en heptatló on va quedar en el dinovè lloc.

## Rècords personals
- 100 metres: 11.52 w. 1.5 (2013)
- 200 metres: 23.39 w. 0.0 (2013)
- 800 metres: 2:13.29 (2009)
- 100 metres barres: 13.35 w.2.0 (2012)
- Salt alt: 1.72 (2012)
- Salt llarg: 6.08 w.1.1 (2013)
- Llançament de pes: 12.91 (2012)
- Llançament de javelina: 46.83 (2012)
- Heptatló: 6124 (2012)[2]